# Ryan Elias
Pas d'image ? Cliquez ici

a Compétitions nationales et continentales officielles uniquement.

b Matchs officiels uniquement.
Dernière mise à jour le 26 octobre 2019.
Ryan Elias, né le 7 janvier 1995 à Carmarthen, est un joueur international gallois de rugby à XV, jouant dans la province des Scarlets. Il occupe la position de talonneur.

## Carrière

### En club
Formé dans l'académie des Scarlets, Ryan Elias rejoint l'équipe première lors de la saison 2013-2014. Il joue son premier match avec la province galloise en coupe anglo-galloise, face aux Saracens le 17 novembre 2013.

### En équipe nationale
Il est appelé pour la première fois en équipe du pays de Galles pour sa tournée d'été en 2017 dans le Pacifique. Il portera pour la première fois le maillot du XV du Poireau contre les Tonga, le 16 juin, en entrant en jeu pour les vingt dernières minutes du match.
En 2019, il fait ses débuts dans le Tournoi des Six Nations contre l'Italie et prend part au Grand Chelem des Gallois (une seule rencontre jouée). Quelques mois plus tard, il fait partie des joueurs sélectionnés pour disputer la Coupe du monde au Japon.
Il est sélectionné dans le groupe final de 33 joueurs pour participer à la Coupe du monde 2023.
En janvier 2024, il est sélectionné pour le Tournoi des Six Nations.

## Palmarès

### En club
- Scarlets
  - Vainqueur du Pro12 en 2017

### En équipe nationale
- Pays de Galles
  - Vainqueur du Tournoi des Six Nations en 2019